# Raphaël II de Constantinople
Raphaël II de Constantinople (en grec : Ραφαήλ Β΄) fut patriarche de Constantinople de février 1603 au 1er/15 octobre 1607.